# 강두
강두(본명: 송용식, 1979년 2월 27일 ~ )는 대한민국의 前 가수이자 배우이다. 2006년에 그룹 더 자두에서 탈퇴한 이후 배우로 전향하였다.

## 학력
- 서경대학교 연극영화과 졸업

## 출연 작품

### 영화
- 2005년 《작업의 정석》 (특별출연)
- 2016년 《형》 ... 외제차 딜러 역
- 2018년 《대관람차》 ... 우주 역
- 2020년 《성혜의 나라》 ... 승환 역
- 2020년 《앙상블》 ... 밴드 리더 역 (특별출연)
- 2021년 《더블패티》 ... 칼자국 역
- 2022년 《매미소리》 ... 뭉태 역

### 드라마
| 연도 | 방송사   | 제목                               | 역할        | 비고     |
| ---- | -------- | ---------------------------------- | ----------- | -------- |
| 2005 | MBC      | 안녕, 프란체스카                   | 다니엘      |          |
| 2007 | MBC      | 궁S                                | 문성공 이준 |          |
| 2010 | MBC      | 역전의 여왕                        |             | 특별출연 |
| 2010 | KBS 2TV  | KBS 드라마 스페셜 - 락 락 락       | 이태윤      |          |
| 2012 | SBS Plus | 풀하우스 TAKE 2                    | 한상대      |          |
| 2015 | SBS      | 심야식당                           | 재희        |          |
| 2015 | KBS 2TV  | KBS 드라마 스페셜 - 그 형제의 여름 |             |          |
| 2017 | KBS 2TV  | 완벽한 아내                        | 하동수 실장 |          |
| 2018 | KBS 1TV  | 비켜라 운명아                      | 고선규      |          |
| 2019 | KBS 2TV  | 하나뿐인 내편                      | 박동원      |          |
| 2019 | JTBC     | 리갈 하이                          | 안토니오    | 특별출연 |

### 예능
- MBC 《미스터리 음악쇼 복면가왕》 - 어제 출발했어요. 나무늘보. <참가자>